# Matthias Schmidt (Regisseur)
Matthias Schmidt (* 9. April 1965 in Ribnitz-Damgarten) ist ein deutscher Autor, Regisseur sowie Theater- und Literaturkritiker.

## Leben
Matthias Schmidt wurde 1965 an der Ostseeküste geboren. Nach seinem Studium arbeitete er zunächst als Theater- und Literaturkritiker. Seit 2002 ist er freiberuflich als Autor und Regisseur tätig. Er wurde insbesondere durch seine Dokumentarfilme für öffentlich-rechtliche Fernsehsender bekannt.

## Filmografie (Auswahl)
Matthias Schmidt realisierte zahlreiche Dokumentationen für ARD, ZDF, arte, 3sat, WDR und MDR. Seine Arbeiten beschäftigen sich häufig mit gesellschaftlichen, historischen oder kulturellen Themen. Im Folgenden eine chronologische Auswahl seines filmischen Schaffens:
- 2003: Die Bühnenrepublik. Theater in der DDR (ZDF; gemeinsam mit Thomas Irmer)[1]
- 2006: Der letzte Tag
- 2009: Das Wunder von Leipzig – Wir sind das Volk (MDR/arte; gemeinsam mit Sebastian Dehnhardt)[2]
- 2013: Klappe zu. Vom Kommen und Gehen der Peepshows (arte)
- 2014: Zug in die Freiheit (MDR/arte; gemeinsam mit Sebastian Dehnhardt)
- 2016: Putin und die Deutschen (Phoenix)[3]
- 2016: Angela Merkel – Die Unerwartete (ARD)[4]
- 2016: Vertreibung Odsun – Das Sudetenland[5]
- 2020: Träumen und Kämpfen – Der Schriftsteller Clemens Meyer (MDR)[6]
- 2021: Unter Deutschen. Zwangsarbeit im Dritten Reich[7]
- 2021: Jahrhundertbauwerk Trasse (MDR)[8]
- 2024: Lukas Rietzschel. Der Grenzgänger (MDR)[9]
- 2024: Wut. Eine Reportage aus dem zornigen Osten (MDR)[10]

## Auszeichnungen
- 2004: Adolf-Grimme-Preis (gemeinsam mit Thomas Irmer) für Die Bühnenrepublik. Theater in der DDR
- 2010: Rockie Award und Gold Remi Award (gemeinsam mit Sebastian Dehnhardt) für Das Wunder von Leipzig